# Discolaimium gracile
Discolaimium gracile är en rundmaskart. Discolaimium gracile ingår i släktet Discolaimium och familjen Dorylaimidae. Inga underarter finns listade i Catalogue of Life.